# 岷江冷杉
岷江冷杉（学名：Abies faxoniana）为松科冷杉属的植物，为中国的特有植物。分布在中国大陆的四川：康定、甘肃、松潘等地，生长于海拔2,700米至3,900米的地区，多生长于山谷阴坡林中以及阴坡，目前尚未由人工引种栽培。

## 别名
柔毛冷杉（中国树木分类学），柔毛枞（中国祼子植物志）